# Andrena californiensis
Andrena californiensis är en biart som beskrevs av Ribble 1968. Andrena californiensis ingår i släktet sandbin, och familjen grävbin. Inga underarter finns listade i Catalogue of Life.